# Hadena nigromaculata
Hadena nigromaculata är en fjärilsart som beskrevs av Höfer. 1924. Hadena nigromaculata ingår i släktet Hadena och familjen nattflyn. Inga underarter finns listade i Catalogue of Life.